# Mestre
Mestre ist ein auf dem Festland gelegener Stadtteil der Stadt Venedig mit 50.366 Einwohnern (Stand 31. Dezember 2024). Mestre ist Verwaltungssitz des Stadtbezirks Mestre-Carpenedo. Herz Mestres ist die Piazza Ferretto nahe dem Fluss Marzenego.
Die Wirtschaft wird vor allem durch das nahe Industriegebiet von Marghera angetrieben. Ferner ist Mestre der eigentliche Eisenbahnknotenpunkt von Venedig, von wo eine viergleisige Stichbahn zum auf der Insel gelegenen Hauptbahnhof Venezia Santa Lucia führt und dessen stillgelegter Rangierbahnhof heute nur mehr als Güterbahnhof für den örtlichen Bedarf genutzt wird.  Der Stadtteil ist vor allem Wohnort der Arbeiter und der einfachen Bevölkerung und weist einen hohen Anteil an Einwanderern auf.

## Gründungslegende
Die Legende um die Gründung von Mestre beginnt, als Antenor, ein trojanischer Held, an die nördliche Adriaküste flüchtet. Dort gründete er mit seinem Volk, den Venetern, die Stadt Padua. Ein Krieger, Mesthle, König von Paphlagonien, entfernte sich von Antenor und ließ sich nahe einer Lagune nieder. Dort gründete er die spätere Stadt Mestre und verlieh ihr seinen Namen.

## Geschichte

### Römisches Oppidum, Herrschaft Trevisos
Mestre lässt sich auf ein römisches Oppidum zurückführen. Im Frühmittelalter war es wohl eine Pferdestation an der Via Annia, die aber möglicherweise in Marghera lag. Als Gründer gilt auch die Familie des Freigelassenen „Tito Mestrio“, dessen kaum noch zu lesender Grabstein im historischen Zentrum Venedigs erhalten ist. Er befindet sich etwas unterhalb des mittleren Wasserspiegels der Lagune an der Ca’ Soranzo dell’Angelo im Sestiere San Marco am Rio della Canonica.
Die erste namentliche Nennung Mestres erfolgte in einem Diplom Kaiser Ottos III. von 994, das diesen Ort dem Grafen von Treviso zuwies. Noch 1152 war dementsprechend der Bischof von Treviso Oberherr des Ortes. Ausdrücklich werden die Kirche San Lorenzo, dazu Hafen und Festung genannt.
Im 13. Jahrhundert geriet Mestre in den Streit zwischen den Brüdern Ezzelino und Alberico da Romano, die wiederum versuchten, den Kampf zwischen Lombardenbund und Papst auf der einen Seite und Kaiser Friedrich II. auf der anderen auszunutzen. Nach 1256 übernahm die Kommune Treviso den Ort.

### Venedig (1337–1797)
1317 bis 1323 versuchte Cangrande I. della Scala, Signore von Verona, Treviso seinem Herrschaftsgebiet einzuverleiben. Diese Machtballung auf dem Festland störte jedoch die Interessen der Republik Venedig. Am 29. September 1337 besetzte Andrea Morosini die Festung Mestre. Die Herrschaft übte von nun an ein Podestà e Capitano aus. Der erste von ihnen war Francesco Bon, der letzte, ab 1796, Daniele Contarini. Treviso folgte am 2. Dezember 1338. Der Friedensvertrag vom 21. Januar 1339 beendete den Krieg zwischen Verona und Venedig.

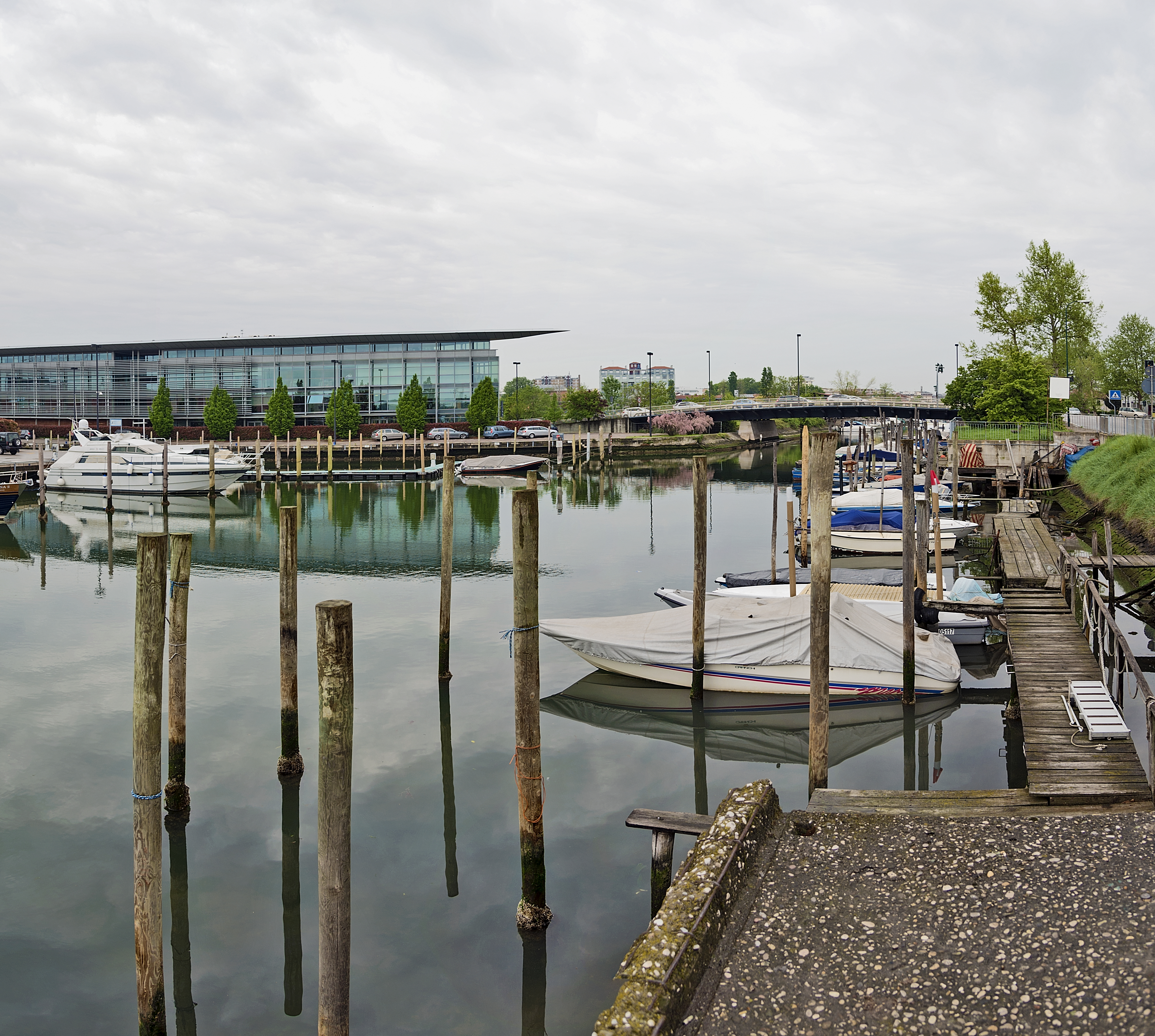
Canal Salso

Venedig erleichterte den Handel mit Massengütern, indem es bereits im 14. Jahrhundert den künstlichen Wasserweg des Canal Salso anlegen ließ. Vor der Errichtung des Ghettos in Venedig gestattete man außerdem Juden, die sich als wichtige Kreditgeber für den einfachen Bedarf betätigten, die Ansiedlung in Mestre. Auch behielten die Bewohner des Ortes das Recht, ihre eigenen Feldfrüchte direkt auf dem Rialto-Markt in Venedig anbieten zu dürfen. Mindestens ebenso wichtig für Venedig war die Schutzfunktion Mestres für die Lagune. Daher waren dort immer Truppen und Boote stationiert.
1778 entstand in Mestre ein erstes Theater, das der venezianische Architekt Bernardino Maccaruzzi entworfen hatte. Doch 1797 verschwand das Theater wieder. Erst 1840 wurde erneut ein kleines Bauwerk von Moisè D’Angeli errichtet, das nach 1866 den Namen Garibaldi erhielt. Doch auch dieses Theater musste 1908 schließen.

### Französische und österreichische Herrschaft, Revolution von 1848
Am 16. Juli 1797 beendete Napoleon die Herrschaft Venedigs. 1808 wurde Mestre entsprechend dem französischen Modell zur Comune mit einem von der Zentralregierung ernannter Podestà an der Spitze, dem ein Rat von 40 Mitgliedern zur Seite stand.
Während der österreichischen Herrschaft nach dem Wiener Kongress von 1815 wurde Mestre um die Gemeinden Carpenedo, Trevignan und Favaro vergrößert. 1842 entstand der Bahnhof von Mestre.
Mit Daniele Manin erhob sich am 22. März 1848 ein letztes Mal die Repubblica di San Marco und auch in Mestre wurden die Besatzer entwaffnet. Die Truppen marschierten gegen Marghera, das sich ebenfalls ergab. Doch bereits im Mai eroberten österreichische Truppen Venetien zurück. Am 18. Juni fiel auch Mestre; Venedig hielt noch stand, es konnte auf 140 Geschütze und 2.300 Mann zählen. Am 27. Oktober 1848 versuchte man, Mestre von Porto Marghera aus zu erobern. Die 2.000 Mann schlugen nahe Mestre eine österreichische Einheit und brachten den Ort in ihre Gewalt. Doch gegen die 24.000 Mann unter General Julius von Haynau war Mestre nicht zu halten. Vom 4. bis 26. Mai wurde die Festung Marghera belagert und schließlich erobert. Venedig musste am 22. August kapitulieren.

### Anschluss an Italien, Abtrennung von Marghera
Nach der Ausrufung des Königreichs Italiens im Jahr 1861 war es nur eine Frage der Zeit, bis die Österreicher  im Zuge der italienischen Unabhängigkeitsbestrebungen ihre italienischen Gebiete abtreten mussten. 1866 kam Venetien nach dem Dritten Italienischen Unabhängigkeitskrieg zu Italien. Mestre hatte 1881 erst 9.950 Einwohner, 1931 bereits 35.860. 1917 wurde im Zuge des Industrialisierungsprozesses von Venedig die Fraktion Marghera von Mestre abgetrennt und nach der Eingemeindung nach Venedig zu einem Industriestandort mit dem Industriehafen Porto Marghera ausgebaut. Mestre blieb vorerst eine eigenständige Gemeinde und erhielt 1923 von König Viktor Emanuel III. den Titel „Città“ (Stadt).

### Eingemeindung nach Venedig
1926 wurden Mestre, Chirignago, Cipressina, Favaro Veneto und Zelarino mit Trivignano im Zuge des faschistischen Projektes zur Ausweitung Venedigs zu einem „Groß-Venedig“ nach Venedig eingemeindet. In den 1960er und 1970er Jahren entstanden in der Umgebung weitere große Industrieansiedlungen, so dass die Bevölkerungszahl von  Mestre rasch anstieg. Zahlreiche Arbeiter zogen nun von der Altstadt auf das Festland. Die Redaktion der bedeutendsten Tageszeitung, des 1887 gegründeten Il Gazzettino, zog bereits 1977 nach Mestre um, wo das Blatt seit 1990 auch gedruckt wird. Heute besteht in Mestre nur noch eine Lokalredaktion.
Mit dem Ausbau der Autobahn Richtung Padua gelang zwar eine stärkere ökonomische Anbindung an das Festland, doch geriet die Schiffbau- und die chemische Industrie in den 60er Jahren in eine schwere Krise. Bis 1999 nahm die Einwohnerzahl auf 180.000 ab und in der Industrie waren nur noch 28 % der Arbeitsplätze angesiedelt. Dahingegen gehörten 71 % der Arbeitsplätze zu den Dienstleistungsbranchen. 1995 bis 2005 lag das jährliche Wirtschaftswachstum bei 3 %. 2008 bis 2009 brach die Industrieproduktion um 19,5 % ein.
Seit 1979 gab es fünf Volksabstimmungen über eine Trennung Mestres von Venedig, die aber alle scheiterten. Bei der jüngsten vom 1. Dezember 2019 waren zwei Drittel der abgegebenen Stimmen für eine Trennung, doch stellten diese nur ein Siebtel der Wahlberechtigten dar. Da mit knapp 22 % Wahlbeteiligung das Quorum von 50 % deutlich verfehlt wurde, war das Referendum ungültig.

## Verkehr
In Mestre wurde am 19. Dezember 2010 eine sogenannte Tramway sur pneumatiques (französisch für Straßenbahn auf Gummirädern) nach dem System Translohr in Betrieb genommen. Die Linie ist 6,3 Kilometer lang und bedient 18 Stationen zwischen Sernaglia und Monte Celo. Betreiber ist die ACTV (Azienda del Consorzio Trasporti Veneziano).
Der Bahnhof Venezia Mestre ist einer der wichtigsten Verkehrsknotenpunkte von Venedig.

## Kultur
1952 wurde die Biblioteca Civica di Mestre gegründet. Sie ist seit 1980 Zentralbibliothek Venedigs.
Mit dem M9 - Museo del Novecento entstand in Mestre 2017 ein ambitioniertes Museum des 20. Jahrhunderts, das die Geschichte Italiens und seiner Einwohner aus der Sicht der Alltagskultur darstellt und großteils multimediale Vermittlungsformen nutzt.